# Varilux
Varilux är ett varumärke som tillhör Essilor International, världens ledande[källa behövs] tillverkare av korrigerande glasögonglas. Det används för att beteckna den första progressiva glaset för att korrigera ålderssynthet och uppfanns av Bernard Maitenaz. Varilux-glaset kännetecknas av att korrigera seendet på nära, medellångt och långt avstånd. Den första versionen av glaset kom 1959.

## Historia

### Idén
I likhet med sin far och sin farfar, började Bernard Maitenaz på Société des Lunetiers (som blev Essel, och är nu Essilor) 1948 som forskningsingenjör efter att ha fått diplom från École Nationale Supérieure des Arts et Métiers  och Institut d'optique.
Idén om det progressiva glaset dök upp när han provade sin fars dubbelslipade glas. Den abrupta övergången av styrka verkade onaturligt för honom och han tyckte att det var mer rationellt att använda ett glas som korrigerade för seende långt håll i den övre delen av glaset, mellanavstånd i sin mellersta del och nära håll i sin nedre del. 
Den 2 mars 1951, lämnade Bernard Maitenaz in ett kuvert till National Institute of Industrial Property i Frankrike som innehöll fyra teckningar och mekaniska data som skulle göra det möjligt att tillverka dagens progressiva glas. Den 25 november 1953, sökte Essel ett första patent på sin uppfinning.

### Det första progressiva glaset
Efter patent och beräkningar, blev det progressiva glaset som begrepp som föreföll vara möjligt, men det kunde ännu inte tillverkas. Maitenaz och hans team började producera progressiva glas med en rad olika improviserade tekniker. 1958 hade Essel utvecklat en maskin som kunde masstillverka glasen.
Efter att ha testat resultatet på 46 personer i januari 1959 svarade 5 att de var utmärkta, 29 att de var bra, 2 sisådär och 10 att de var dåliga.

### Varumärket Varilux
inför lansering av produkten, hade talrika prissättningsstrategier utarbetats. Till slut skulle Maintenaz uppfinning placeras mellan Essels bifokala, dubbelslipade glas Diachrolux och dess trifokala glas Trilux. Utan större brainstorming, fick Maintenaz progressiva glas ett namn som har följt med med andra premiumprodukter: Varilux. Glaset lanserades officiellt i maj 1959 på Hotel Lutetia i Paris, Frankrike.

### Internationell dragningskraft
Efter lanseringen av Varilux, tog Essel fram en plan för att lansera Varilux utanför Frankrike. Genom ett antal partnerskap och leveransavtal, började Varilux glaset att säljas i ett antal länder under 1960-talet, bland annat Nederländerna, Tyskland, Storbritannien, USA, Kanada, Brasilien och Japan. 
Från en försäljning av 6000 glas år 1959 till 2 000 000 1969, började Varilux bli en framgångsrik affär, men marknaden hade fortfarande vissa betänkligheter angående tiden det tog att vänja sig till glaset. Maitenaz och hans team fortsatte att arbeta på att förbättra sin ursprungliga uppfinning hjälp av ny teknik och beräkningar, för att utforma ett nytt progressivt glas med mindre störningar och en högre grad av komfort.

### Varilux 2
I början av 1969 dominerade två företag den franska marknaden för oftalmiska glas: Essel och Silor. Trots att båda hade stora egna nyheter (Essel med Varilux och Silor med plastglaset ORMA 1000), var de inte stora aktörerna på den internationella marknaden. Den 1 januari 1972 gick Essel och Silor samman och bildade Essilor. 
Med denna nybildade fusion lanserade Essilor Varilux 2 i Europa, med en bättre design på ett lättare glas och för bättre komfort generellt. Det ansågs vara en stor förbättring jämfört med den ursprungliga produkten.

### En ny generation Varilux
Eftersom ny teknik och tillverkningsprocesser höll på att utvecklas, fortsatte forskningsinsatserna på Varilux. År 1988 resulterade detta i Varilux Multi-design, eller VMD. I slutet av detta årtionde, skulle Essilor bli världens ledande tillverkare av oftalmiska optiska produkter. 
År 1993 lanserades Varilux Comfort, som blev världens mest sålda progressiva glas. Den nya ytkonstruktionen som utvecklats av Essilor gjorde tillvänjningen lättare och snabbare än med tidigare progressiva glas och gav en bättre synkomfort i alla huvudställningar. 
Slutligen, under 2000-talet, lanserade Essilor Varilux Panamic (2000), Varilux Ellipse (2004), Varilux Physio (2006)) och Varilux Ipseo (2008).

## Forskning & utveckling[13]
Essilors forsknings- och utvecklingsteam består av 500 forskare, verksamma vid fyra centra i Frankrike, Japan, Singapore och USA. 
I genomsnitt utvecklar Essilors R & D team 100 nya patent per år, och kompletterar sin bas på 2600 skyddade patent. 
Under årens lopp har Essilor också byggt ett internationellt nätverk av partners, särskilt universitet, industri-grupper och medelstora företag, som PPG Industries (skapare av Transitions) och Nikon.  

### Dioptriskt loop metod
i samband med lanseringen av Varilux Comfort 1993, utvecklade Essilor den s.k. dioptric loop-metoden, som gör det möjligt att mäta bärarens tillfredsställelse. Det innebär att man använder reptition tills ett effektivt resultat uppnås för bäraren. Den består av fem steg: 
- Insamling av bärarens fysiologiska data
- Optisk design
- Skapande av prototyp glas
- Kontroll av mätningarna
- Kliniska tester

### Virtual Reality[15]
Essilors forskningsavdelning fokuserar särskilt på den sammanlagda utvecklingen av två kompletterande områden: optik och fysiologi, särskilt med hjälp av virtuell verklighet. Ett simuleringsverktyg som gör det möjligt att uppfatta och interagera i 3D med flera sinnen inblandade. Virtuell verklighet öppnar effektivt upp stora områden för forskning inom området ögonoptik och gör det möjligt att förutsäga utformningen av allt mer högpresterande glas.  
Forskarna använder idag ett virtuellt system för visualisering, utrustad med algoritmer och modellering utvecklade av Essilor, för att utforska nya optiska lösningar som kan testas direkt på bärare. Denna simulator gör det möjligt att variera de optiska egenskaperna hos de provade glas, studera optiska effekter och omedelbart mäta bärarens tillfredsställelse. För att göra detta registrerar en magnetisk sensor personens huvudrörelser och bilder som visar ögonens exakta blickriktning 120 gånger per sekund. Efter testerna används resultaten för att finjustera prestanda i glasen i fråga. 
År 2008 konstruerades Varilux Ipseo New Edition med Essilors Virtual Reality-system. 

## Varilux Experience[16]
År 2008 konstruerade Essilor Varilux Experience, en virtuell simulering av olika optiska lösningar som erbjuds presbyoper. 
Varilux Experience visar den teknik som används för att producera Varilux glas, som är ganska lika de som används i forskningslaboratorier, och en effektiv informationshjälp för optisk yrkesverksamma och deras kunder med presbyopi. 
I en biosalong visas en 3D-film där tittarna, med polariserade, stereoskopiska glasögon följer en ung man med presbyopi i fotspåren. Steg-för-steg upplever han det seende som skapas av enstyrke glas, bifokala glas, standard progressiva glas och slutligen Varilux glas. 
Världspremiären av Varilux Experience markerade Varilux 50-årsjubileum och ägde rum på SILMO optiska mässan, som pågick mellan 30 oktober - 2 november 2008 i Paris. 

## Varilux konstruktioner

### 1959: Varilux[17]
Med världens första progressiva glas, Varilux, kan bärare med presbyopi se bekvämt på alla avstånd. 

### 1972: Varilux 2[16]
Med sammanslagningen av Essel och Silor (bildandet av Essilor), lades nya innovationer fram på Varilux 2, glaset utgör exempel på betydande framsteg genom att ge ökad komfort och lättare tillvänjning. Tack vare förbättringar i tillverkningsprocessens steg och processer, är kvaliteten på glasen förstärkt. 
Glaset var också viktig eftersom det införde ”the dioptric loop-metoden”, ett analysverktyg som gör det möjligt att mäta bärarens tillfredsställelse. Denna process används än idag. 

### 1988: Varilux Multi-Design
En viktig nyhet för bärare med högre korrektion. Varilux Multi-Design gjorde det möjligt att bevara bredden i närseendets området oavsett lästilläggets styrka.

### 1993: Varilux Comfort[18]
Som Essilor mest sålda glas har Varilux Comfort varit föremål för flera studier. Det var den första produkten att ta synergonomiska kriterier i beaktande. Dessa framsteg gav snabbare anpassning till glasen och ökad huvudställningskomfort för bäraren. 

### 2000: Varilux Panamic[19]
Varilux Panamic glaset är baserad på Global Design Management, en teknik som hanterar det centrala, perifera och binokulära seendets parametrar. Det ger därför större synfält och lätt tillvänjning. 

### 2004: Varilux Ellipse[20]
Varilux Ellipse glaset ger personer med ålderssynthet möjlighet att välja små bågar med bibehållen utmärkt visuell komfort.

### 2006: Varilux Physio[21]
Varilux Physio progressiva glas kännetecknas av en förbättring med 30 % av färgkontrasten och större synfält. Det hämtar sin prestanda från en patenterad innovation som kallas Twin RX-Technology, som kombinerar en metod för beräkning glasoptik, Essilors Wavefront Magement och avancerade digital ytslipning. 
Det progressiva glaset finns även som Varilux Physio F-360, som kräver fler mätningar och därför är mer anpassad till användarens visuella behov. 

### 2008: Varilux Ipseo New Edition[22]
Varilux Ipseo New Edition är den första glaset som utvecklats och testats med hjälp av en virtuell simulator. Glaset är anpassat till användarens synbeteende genom 10 skräddarsydda kriterier. För att göra detta använder man ett Vision Print System, ett instrument som mäter en persons unika ögon- och huvudrörelser.